# S-2 Sopka

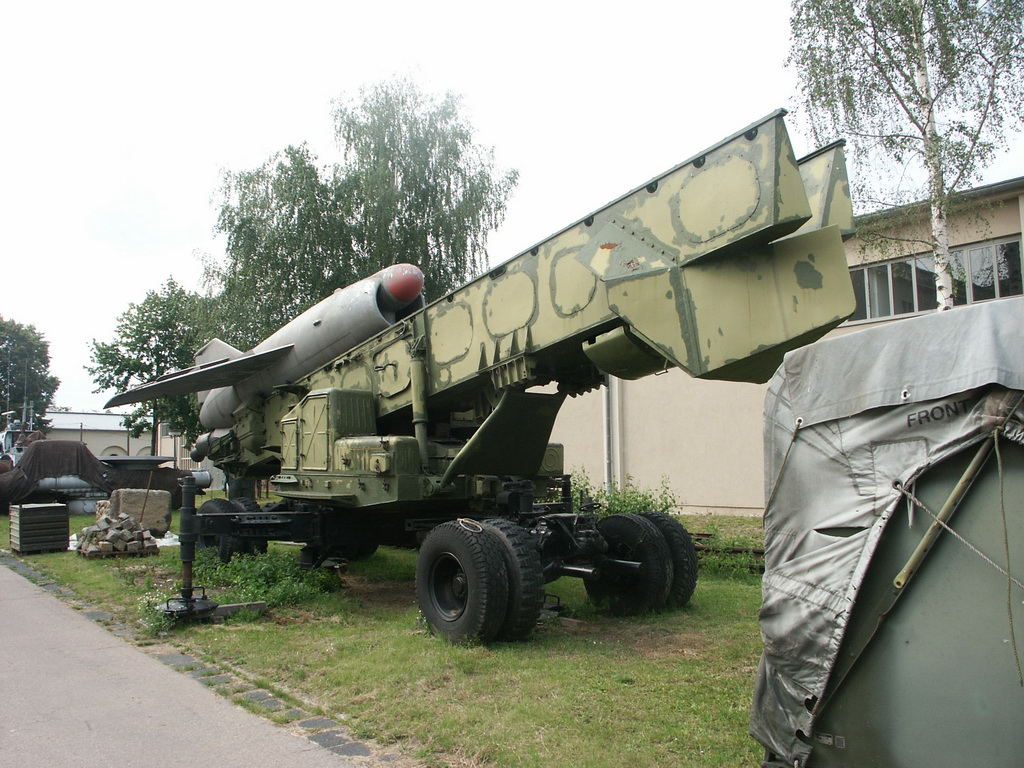
Wyrzutnia w położeniu bojowym w muzeum w Dreźnie

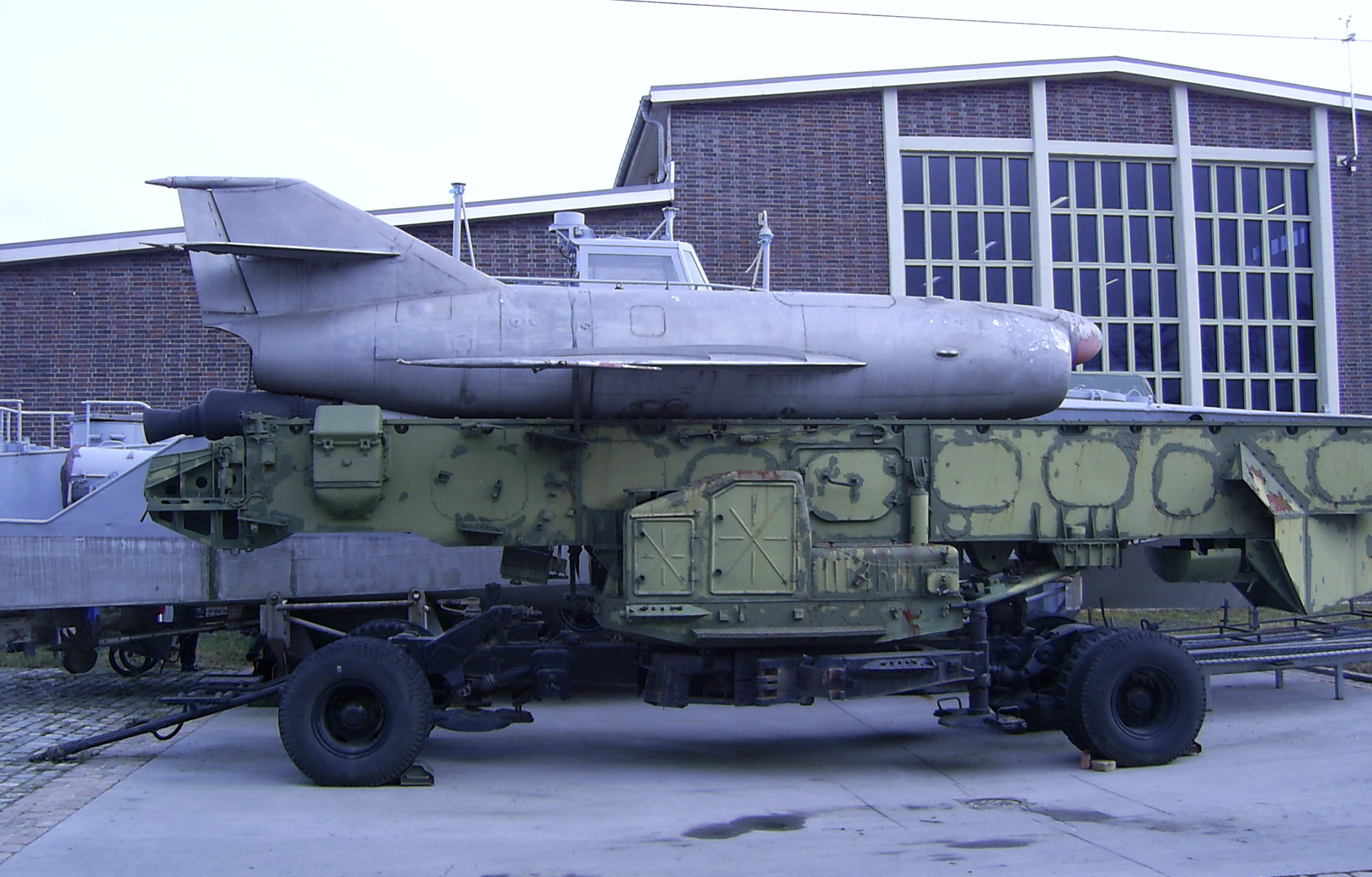
Wyrzutnia w położeniu marszowym w muzeum w Dreźnie

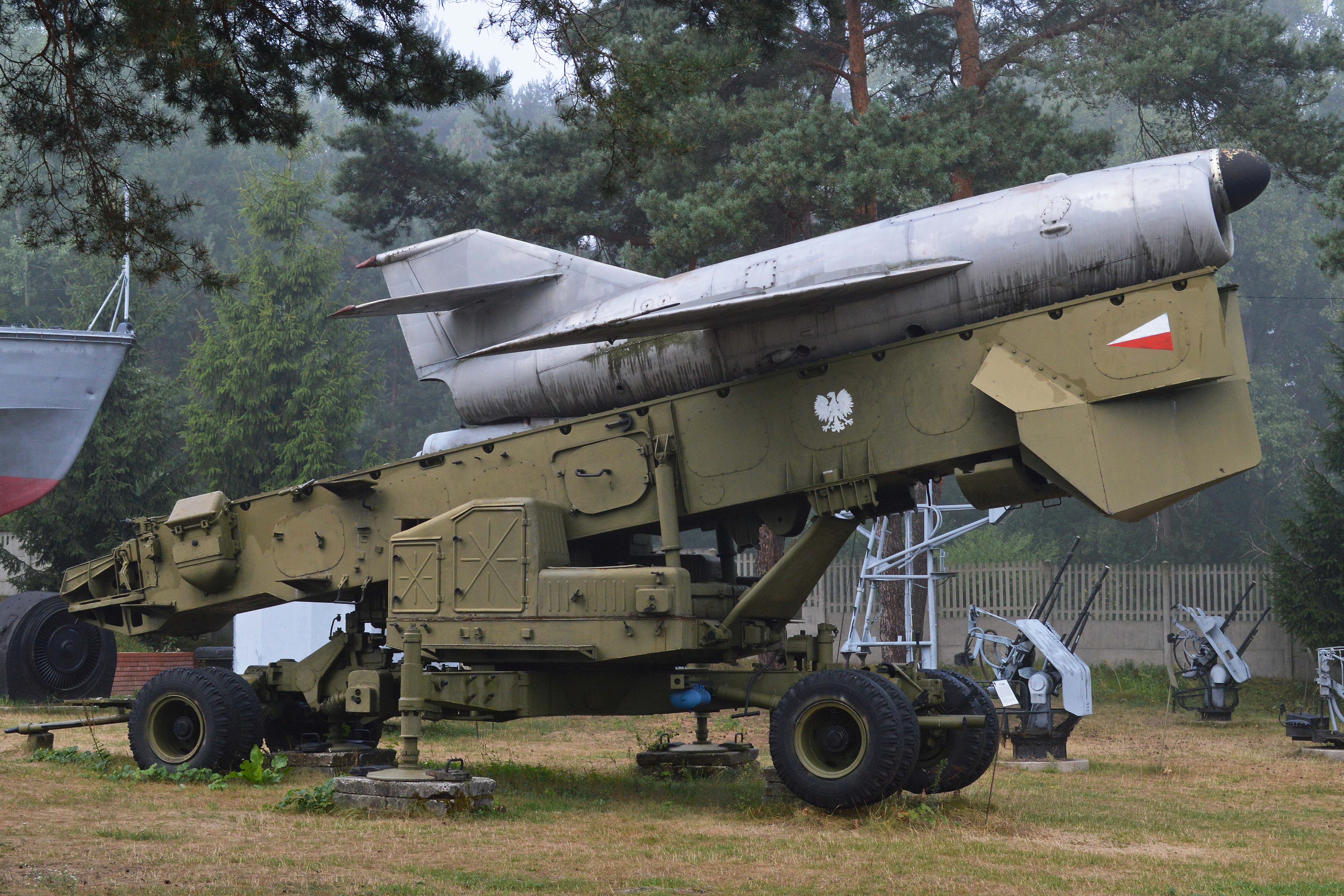
Polska wyrzutnia w Muzeum im. Orła Białego (pocisk nieprawidłowo przesunięty do przodu)

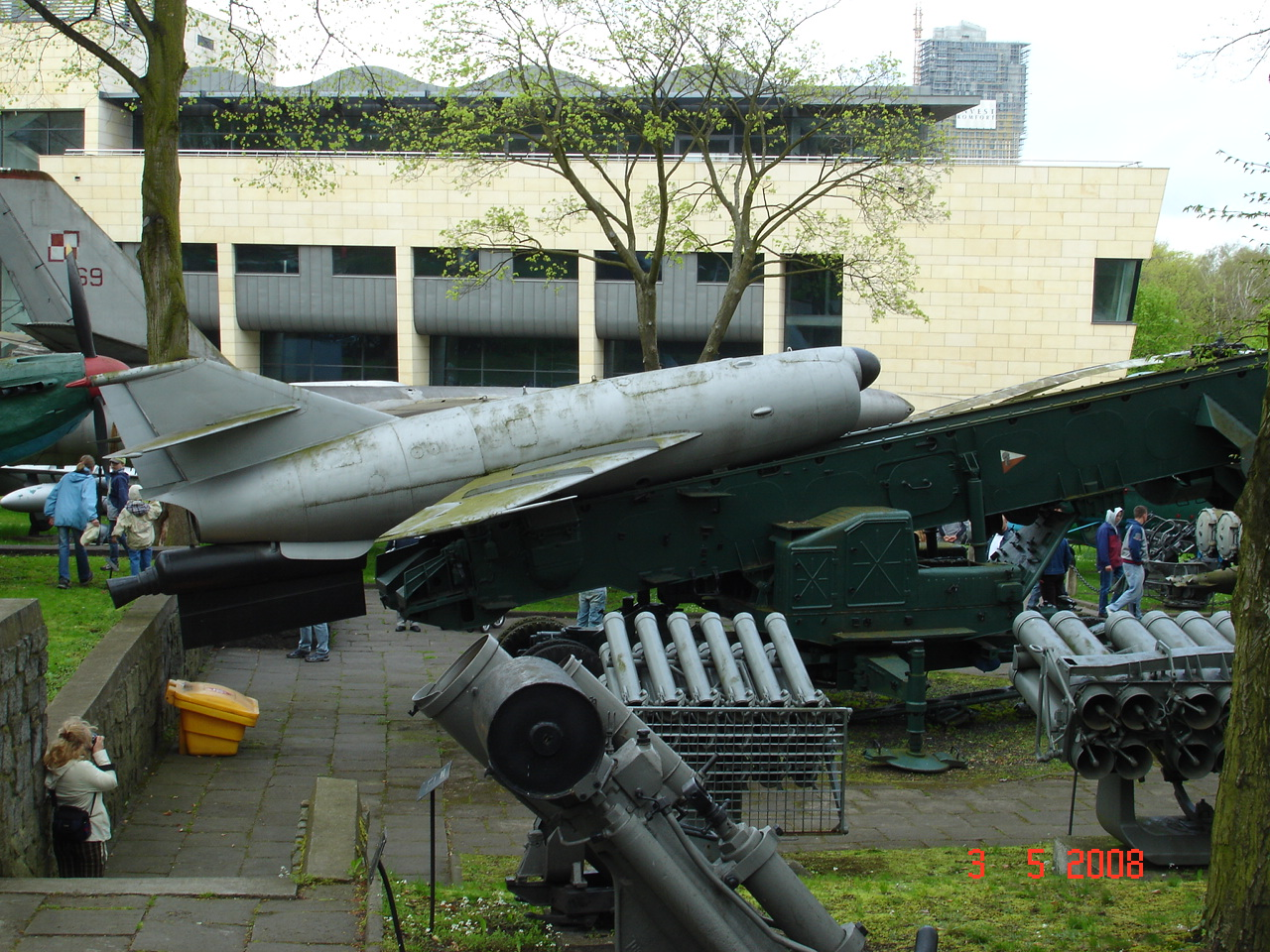
Polska wyrzutnia w Muzeum Marynarki Wojennej w Gdyni (dobrze widoczny startowy silnik rakietowy)

S-2 Sopka (KS-2, 4K87) – radziecki przeciwokrętowy pocisk manewrujący klasy ziemia-woda (samolot-pocisk) z końca lat 50. XX wieku. Pierwszy rakietowy kompleks obrony wybrzeża wprowadzony do użytku w ZSRR, używany także przez inne kraje, w tym Polskę, do lat 70. Wystrzeliwany z holowanej wyrzutni szynowej. 

## Historia rozwoju
S-2 Sopka był pierwszym rakietowym kompleksem obrony wybrzeża opracowanym i wprowadzonym do użytku w ZSRR. Oparty był na zmodyfikowanym samolocie-pocisku powietrze-woda KS Komieta (KS – Kryliatyj Snariad – pocisk skrzydlaty), nad którym prace rozpoczęto w 1949 roku. Płatowiec pocisku KS opracowany był w biurze konstrukcyjnym OKB-155 Mikojana i Guriewicza (MiG), stąd przypominał układem aerodynamicznym myśliwiec MiG-15, lecz miał znacznie większy skos skrzydeł (57,5°). Napęd stanowił silnik turboodrzutowy. System kierowania został opracowany w biurze konstrukcyjnym KB-1 (początkowo pocisk był zdalnie sterowany w wiązce prowadzącej samolotu-nosiciela, a w końcowej fazie lotu samonaprowadzał się w sposób półaktywny). Lotniczy pocisk KS przyjęto na uzbrojenie w 1953 roku.
W 1954 roku powstał projekt przystosowania pocisku KS do roli obrony wybrzeża. Wiodącym konstruktorem był A. Bieriezniak z filii OKB-155 (późniejsze biuro Raduga). Pocisk w wersji ziemia-woda otrzymał oznaczenie KS-2, a cały kompleks, obejmujący wyrzutnie, stacje radiolokacyjne i pozostałe elementy – S-2 Sopka (4K87). Przeszedł on pomyślnie próby w 1955 roku. 

## Opis działania
System kierowania pocisku opierał się na tej samej zasadzie, co lotniczej wersji KS. W skład kompleksu wchodziły aż trzy radary. Cele wykrywane były przez radar obserwacji okrężnej Mys, po czym śledzenie celu i wypracowanie jego parametrów przejmował radar Burun. W razie zakłóceń, czynności te mogły być dokonane także za pomocą rezerwowego stanowiska optycznego wykrywania i śledzenia, zamontowanego na maszcie teleskopowym. Do naprowadzania pocisków służył radar S-1M, zamontowany na rozkładanym teleskopowo maszcie wysokości 11 m, na ciężarówce JaAZ-219. 
Procedura przedstartowa, włącznie z osiągnięciem odpowiednich obrotów przez turboodrzutowy silnik marszowy, trwała co najmniej 17 minut. Po starcie pocisk był kierowany programowo za pomocą autopilota, do wejścia w wiązkę prowadzącą, po czym był zdalnie sterowany w wiązce prowadzącej emitowanej przez radar naprowadzania S-1M. Pocisk leciał na wysokości do 400 m. W końcowej fazie lotu, gdy pasywny radiolokator pocisku (oznaczony S-3) odbierał odpowiednio silne echo od celu, pocisk samonaprowadzał się w sposób półaktywny, na impulsy stacji S-1M odbite od celu. 
Wadą systemu kierowania była znaczna podatność na zakłócenia. Częściowo usunięto ten problem przez opracowanie i przyjęcie na uzbrojenie w 1959 roku głowicy Sputnik-2, naprowadzającej się pasywnie na podczerwień (widmo cieplne okrętu), o zasięgu wykrywania do 15 km. Pocisk mógł być na trasie lotu kierowany w wiązce stacji S-1M lub kierować się autonomicznie według ustawień pilota automatycznego, w reżimie ciszy radiowej, co zwiększało skrytość ataku i maksymalny zasięg pocisku do 105 km (limitowany normalnie do 95 km mocą stacji naprowadzania). 

## Opis systemu
Samolot-pocisk KS-2 zbudowany był w układzie średniopłata, ze skośnymi skrzydłami i klasycznym usterzeniem. Napęd stanowił marszowy silnik turboodrzutowy RD-500K o ciągu 15 kN, umieszczony w tylnej części kadłuba (kopia brytyjskiego Rolls-Royce Derwent, używana m.in. w samolocie Jak-23). Wlot powietrza do silnika był z przodu kadłuba, a w jego górnej części była wystająca osłona stacji radiolokacyjnej. Start następował przy pomocy startowego silnika rakietowego na paliwo stałe, podczepionego pod ogonem pocisku i odrzucanego po starcie.
Dla kompleksu Sopka opracowano w zakładach Bolszewik holowaną dwuosiową wyrzutnię prowadnicową B-163 (osiem kół bliźniaczych). Wyrzutnia miała prowadnicę dla pocisku o długości 10 m, obracaną elektrycznie w zakresie 174° i unoszoną do położenia bojowego pod kątem 10°. Pociski były przewożone na naczepie PR-15 ciągniętej przez samochód ZiŁ-157W, z której załadowanie na wyrzutnię odbywało się za pomocą napędu elektrycznego lub ręcznego. Przeładowanie trwało ok. 30 minut. Kompleks teoretycznie mógł być rozlokowany w każdym punkcie wybrzeża, lecz w praktyce limitowała to możliwość dojazdu długiej – kilkunastokilometrowej kolumny ciężkich pojazdów, składającej się na dywizjon rakietowy.
W skład dywizjonu rakietowego wchodziła stacja radiolokacyjna Mys i dwie baterie po dwie wyrzutnie. W skład każdej baterii wchodziła stacja radiolokacyjna Burun i S-1M, cztery naczepy załadowcze PR-15 z ciągnikami. Ponadto, w skład dywizjonu wchodziły pojazdy i przyczepy ze stanowiskami kontroli przedstartowej, generatorami elektrycznymi i aparaturą obsługi i kontroli oraz stanowisko dowodzenia w naczepie APŁ-598. 
Oprócz kompleksu mobilnego, pociski KS-2 wchodziły w skład kompleksu fortecznego Strieła (Strzała), rozmieszczonego w fortyfikacjach wokół baz Floty Północnej i Czarnomorskiej. Używały one rakiet wystrzeliwanych ze stacjonarnych wyrzutni ukrytych w naturalnych lub sztucznych  grotach skalnych. Prowadzono też próby wersji pocisku ziemia-ziemia KS-7 lub FKR, kierowanej bezwładnościowo, z której rozwoju jednak zrezygnowano w 1953 roku.

## Użycie
Pierwszy dywizjon Sopek sformowano w ZSRR w 1958 roku. Od początku lat 60. tworzono tam samodzielne nadbrzeżne pułki rakietowe w składzie czterech dywizjonów. W ZSRR utworzono także dwa stacjonarne obiekty kompleksu Strieła: nr 100 we Flocie Czarnomorskiej i nr 101 we Flocie Północnej (odpowiednio 362. i 616. Samodzielny Nadbrzeżny Pułk Rakietowy, po dwa dywizjony, z dwiema dwuprowadnicowymi wyrzutniami).
Oprócz służby w ZSRR, kompleks S-2 stał się przedmiotem eksportu do zaprzyjaźnionych krajów. M.in. jeden dywizjon posiadała marynarka NRD.
Kompleks Sopka używany był od 1963 roku także w Polsce, w liczbie jedynie dwóch wyrzutni, w składzie 9. Dywizjonu Artylerii Nadbrzeżnej w Ustce. Pierwsze strzelanie miało miejsce 11 maja 1964 roku. Już w latach 60. system ten stał się przestarzały, ponadto zakupiono niewielki zapas pocisków (16 oraz 2 szkolne, z czego wystrzelono 8 na poligonach w ZSRR podczas ćwiczeń). Ostatnie strzelania ćwiczebne odbyto w 1971 roku, po czym system wycofano z uzbrojenia w 1975 roku. Obie wyrzutnie zostały zachowane w muzeach w Gdyni i w Skarżysku-Kamiennej.